# Волобуев, Игорь Михайлович
Игорь Михайлович Волобуев (род. 15 июня 1971, Ахтырка, Сумская область, Украинская ССР, СССР) — бывший российский топ-менеджер, вице-президент «Газпромбанка», многолетний руководитель пресс-службы российского «Газпрома». Стал известен после того, как в марте 2022 года, во время вторжения России на Украину, уехал на Украину для участия в российско-украинской войне на стороне ВСУ в составе интернационального батальона.

## Биография
Родился в 1971 году в городе Ахтырка Сумской области. С 1989 по 1994 год учился в Московском институте нефти и газа.
В 2000-х работал в издательствах «Газоил пресс» и «Курьер», газетах «РТ-Трибуна» и «Труд».
В 2000—2016 годах работал в «Газпроме», где в 2007—2016 годах руководил пресс-службой компании, был заместителем руководителя департамента информационной политики компании. В 2015—2022 годах работал в «Газпромбанке», занимался пиаром промышленных активов.

2 марта 2022 года оставил работу и семью в Москве и уехал на Украину, где дал несколько больших интервью, рассказав о своей деятельности во главе пресс-службы «Газпрома» и в должности вице-президента «Газпромбанка». В частности, он заявил:
Я хочу отмыться от своего российского прошлого… Я больше не мог там (в России) находиться. Я по национальности украинец, я не мог больше наблюдать со стороны, что творит Россия с моей родиной… Мой визит — это как покаяние, я хочу отмыться от своего российского прошлого. Я хочу остаться в Украине до победы… Я не могу жить сытой, довольной жизнью, когда убивают моего отца, который живёт в Ахтырке, когда убивают моих родных, знакомых, друзей…

Это преступление со стороны Путина, российской власти и, на самом деле, российского народа. Потому что здесь убивает украинцев не Путин, ворует унитазы не Путин, насилует женщин не Путин. Это и есть русский народ. И я, хоть и по национальности украинец, тоже несу за это ответственность. Мне за это стыдно, я буду каяться за это всю жизнь, потому что на мне двойная ответственность — я ведь не просто россиянин. Я родился здесь, я прожил здесь (в Украине) 18 лет, поэтому отвечаю вдвойне и втройне.
29 апреля 2022 года в интервью Reuters Волобуев заявил:
Я приехал сюда, чтобы защищать свою родину. Потому что война началась в том числе с моего родного города Ахтырка.

В июне 2022 года вступил в ряды легиона «Свобода России» в составе Вооружённых сил Украины.
Весной 2023 года в районе Бахмута был ранен при организации отхода военной группы.
13 октября 2023 года Минюст России внёс Волобуева в список физических лиц — «иностранных агентов».
В июне 2024 года получил украинское гражданство и вышел из российского.
1 августа 2024 года Лефортовский суд Москвы санкционировал заочный арест Волобуева, обвиняемому по делу о государственной измене.
Осенью 2024 года получил звание «младший сержант».

## Награды
Награждён знаком отличия Президента Украины «Крест боевых заслуг» (23 июня 2023).